# Marthogryllacris primigenii
Marthogryllacris primigenii is een rechtvleugelig insect uit de familie Gryllacrididae. De wetenschappelijke naam van deze soort is voor het eerst geldig gepubliceerd in 1918 door Griffini.